# Clairvius Narcisse
Clairvius Narcisse (L'Estère, 2 gennaio 1922 – Deschapelles, 1994) era un contadino di Haiti, reso noto dal libro di Wade Davis Il serpente e l'arcobaleno, in quanto presunta vittima del rito vudù della zombificazione.

## Biografia

### La sua morte
Narcisse morì il 2 maggio 1962 all'ospedale A. Schweitzer di Deschapelles, sull'isola di Haiti, in seguito ad una violenta febbre. Il fatto fu accertato da medici e familiari. Le esequie si svolsero il giorno seguente.

### La sua ricomparsa
Nel 1980 la sorella di Clairvius, Angelina Narcisse, lo riconobbe mentre stava facendo spesa al mercato. Egli affermava di essere stato vittima della magia nera, e costretto fino al 1964 (quindi per due anni dopo la morte) a servire un bokor, stregone della tradizione vudù. In seguito alla morte del suo padrone, avrebbe girovagato senza meta per altri sedici anni in cerca dei familiari.
La vicenda interessò la BBC, che provvide ad inviare una squadra sull'isola nel 1981. Le testimonianze di più di 200 persone confermarono che quell'uomo ricomparso dal nulla era davvero Clairvius Narcisse.

### Ipotesi
L'anno seguente, il giovane antropologo canadese Wade Davis si interessò del caso, al fine di scrivere un lungo reportage (contenuto nel libro Il serpente e l'arcobaleno).
Davis ipotizza che la morte di Narcisse sia stata solo apparente, frutto di una droga somministrata dal suo persecutore bokor. Si tratta di un forte paralizzante, che porta il corpo in uno stato di paralisi: la tetrodotossina. La stessa sostanza è contenuta nel rospo delle canne, nonché nel pesce palla.
Per quanto riguarda la privazione della memoria, la volontà, la cieca obbedienza agli ordini dello stregone bokor, Davis ed altri studiosi hanno avanzato almeno tre concause. La prima, che la tetrodotossina possa mantenere l'effetto paralizzante su alcuni circuiti del cervello, anche dopo la ripresa dell'attività motoria, in modo da inibire alcune facoltà umane. La seconda, che il bokor abbia somministrato ulteriori droghe ed allucinogeni alla vittima per causare gli effetti sopracitati. La terza, di natura psicologica, tiene conto della considerazione di cui gode il vudù nella superstizione della popolazione di Haiti. Tali input culturali, uniti ad una forte autosuggestione, avrebbero fatto credere a Narcisse di essere davvero un morto vivente. La suggestione sarebbe stata tale da impedirgli una qualunque reazione al presunto sortilegio di cui era caduto vittima.